# Ischnocnema saxatilis
Ischnocnema saxatilis é uma espécie de anfíbio  da família Brachycephalidae.
É endémica do Peru.
Os seus habitats naturais são: florestas subtropicais ou tropicais húmidas de baixa altitude e rios.